# Phoradendron bilineatum
Phoradendron bilineatum är en sandelträdsväxtart som beskrevs av Ignatz Urban. Phoradendron bilineatum ingår i släktet Phoradendron och familjen sandelträdsväxter. Inga underarter finns listade i Catalogue of Life.